# Dorkowskaja
Dorkowskaja (ros. Дорковская) – wieś w Rosji, w rejonie wożegodskim obwodu wołogodzkiego. W 2021 r. była niezamieszkana.